# Bastian Roscheck
Bastian Roscheck (* 24. Februar 1991 in Krefeld) ist ein ehemaliger deutscher Handballspieler.

## Karriere

### Verein
Der in Krefeld geborene Roscheck spielte bis zur B-Jugend für den TV Oppum. Anschließend wechselte er in die A-Jugend der damaligen HSG Düsseldorf und wurde mit diesen 2010 Meister in der A-Jugend-Bundesliga.
Anschließend wechselte er zum OSC 04 Rheinhausen, die zu dem Zeitpunkt in der 2. Handball-Bundesliga spielten.
Ab der Saison 2013/14 spielte Roscheck beim SC DHfK Leipzig. Dort verletzte er sich gleich schwer an der Schulter, was für ihn eine lange Auszeit bedeutete. Um wieder fit zu werden, arbeitete er mit Lars Lienhard im Bereich Neuroathletiktraining zusammen. Durch diese Therapie wurde aus dem verletzungsanfälligen Spieler ein gestandener Bundesligaprofi und der Abwehrchef der Leipziger. Roscheck war der erste Bundesliga-Handballer, der sich mit der Neuroathletik befasste und sorgte durch seine besonderen Aufwärmübungen am Spielfeldrand immer wieder für Gesprächsstoff. In der Saison 2016/17 verlängerte er seinen Vertrag bei Leipzig bis 2019. Danach verlängerte er seinen Vertrag nochmal um zwei Jahre bis 2021. Zum Ende seines Vertrags in Leipzig wechselte er zur TSV Hannover-Burgdorf, in dem Christian Prokop neuer Trainer wurde. Nach einer einjährigen Pause nach einem Kreuzbandriss, in der Roscheck ab dem Saisonende 2022/23 vertragslos war, unterschrieb er im Februar 2024 einen Vertrag beim Drittligisten HSG Krefeld Niederrhein. Nach Saisonschluss beendete er seine aktive Karriere.
Roscheck ist seit Juni 2024 beim SC DHfK Leipzig als ehrenamtlicher Berater tätig. Ab dem 1. Juli 2025 wird er beim SC DHfK Leipzig den Posten des Sportdirektors übernehmen.

### Nationalmannschaft
Zur Europameisterschaft 2018 wurde er von Bundestrainer Christian Prokop in den 20er-Kader berufen, der die Vorbereitung bestritt. Am 5. Januar 2018 debütierte er beim 36:29-Testspiel-Sieg gegen Island. Sein erstes Tor für die Nationalmannschaft erzielte er im zweiten Länderspiel, einem Testspiel gegen Island. Am 7. Januar wurde er in den endgültigen 16er-Kader für die EM 2018 berufen, wurde allerdings nach zwei Spielen gegen den nachnominierten Finn Lemke getauscht. Danach wurde er in der Nationalmannschaft nicht mehr eingesetzt.
Er absolvierte vier Länderspiele, in denen er ein Tor erzielte.

## Privates
Bastian Roscheck hat seinen Bachelor-Abschluss in BWL abgelegt und hat einen Masterabschluss in Wirtschaftspsychologie. Seine Abschlussarbeit wurde mit der Note 1,1 bewertet und als Buch veröffentlicht. Die Arbeit befasst sich mit dem Thema „Persönlichkeitsbezogene Eignung von Spitzensportlern als erfolgreiche Führungskräfte“.